# Hookeria splachnoides
Hookeria splachnoides là một loài Rêu trong họ Hookeriaceae. Loài này được Schleich. ex Schwägr. mô tả khoa học đầu tiên năm 1816.